# 強くてニューゲーム
強くてニューゲーム（つよくてニューゲーム）とは、コンピュータゲーム（主にロールプレイングゲーム）のシステムの一つであり、ゲームをクリアしたあとにクリア時点のステータスや所持アイテム等を引き継いで最初からプレイできるシステムのことである。
このシステムに統一的な公式名称はなく、「強くてニューゲーム」は通称である。海外版では「NewGame+」と表記される。

## 概要
ロールプレイングゲームなどの、本来はひとたびシナリオが進展したら初めからやり直さない限り前のシナリオをやり直せないゲームにおいて、ゲームをクリアすれば、クリア時点でのセーブデータの情報（キャラクターのレベルや所持アイテムなど）を引き継いで新たに初めからゲームを遊ぶ（ニューゲームを始める）ことができるようになるシステム。「強くてニューゲーム」という名前の初出は『クロノ・トリガー』だが（この作品内では表記に漢字が使われず、「つよくてニューゲーム」と表記された）、同様のシステムとしては同作以前のゲームにおいても「クリア時のアイテムやステータスなどを引き継いだまま2周目以降へ突入する」という周回プレイ要素として散見されるため、『クロノ・トリガー』がこのシステムの元祖という訳ではない。
このシステムを用いると、プレイヤーキャラクターは序盤から無敵といえるだけの強さを持った状態で始まるため、戦闘が非常に簡単になり、初回のプレイでは「ボスが強い」などの理由でクリアできなかったイベントが容易にクリアできるなど、ゲームバランスを損ねる恐れはあるものの、ゲーム全体の難易度を引き下げ、より容易にシナリオを味わうことができる。
また、所持品が引き継がれる場合、本来は入手数が限られる強力なアイテムを再度入手できることから、初回のプレイ時よりもキャラクターを強化させることができる場合がある。「強くてニューゲーム」を繰り返して、強力なアイテムを集めることは、やり込みのひとつである。
『クロノ・トリガー』以降、その続編『クロノ・クロス』を初めとしたスクウェア（当時）製のゲーム作品に、同様あるいは類するシステムが数多く採用されている。例外的にファイナルファンタジーシリーズでは長らく採用されなかったが、『ファイナルファンタジーX-2』にて初めて採用された。また、スクウェア以外のメーカーも、こぞって同様のシステムを採り入れた作品を出すようになった。
『ファイナルファンタジーXIIインターナショナル ゾディアックジョブシステム』にも同名のシステムがあるが、これはセーブデータの引き継ぎが行われない（詳細は『ファイナルファンタジーXII』を参照のこと）など、『クロノ・トリガー』のそれとは大きく異なるものである。
また、海外でもNew Game+として多様な作品で使われている。RPGで使われることは少なく、主にファーストパーソン・シューティングゲーム (FPS) やサードパーソン・シューティングゲーム (TPS) で使われることが多い。例を挙げれば、FPSの『Bioshock』はDLCで強くてニューゲームを解放した。また、サバイバルホラー・TPSの『DEAD SPACE』シリーズでは前周でのすべてのアイテムの引継ぎはもちろん、多くのバックストーリーログや高度な装備、アイテムなどが解放された。
なお、実績システムが存在するゲームでは、特定の実績を獲得するために強くてニューゲームをクリアすることが要求される場合がある。例を挙げれば『Bastion』の「Calamity Kid」 や、『バットマン アーカム・シティ』のTwice Nightlyなどである。

## 強くてニューゲーム、ないしそれに類するシステムを持つ作品
以下、50音順に記す。

### クロノ・トリガー以前の作品
- ウィザードリィシリーズ等 - 不可逆なシナリオフラグを持たない古典RPGでは、キーアイテムを処分すれば強くてニューゲーム同様の状態となる。通信機能などによって強化されたキャラクターを初期シナリオに送り込める作品もある。
- 凄ノ王伝説 - エンディングで、経験値とお金が最高の2周目が始まるパスワードを見ることができる。
- リンクの冒険 - クリアすると、レベルと魔法を引き継いだ2周目が始まる。

### スクウェア（スクウェア・エニックスを含む）の作品
- アンリミテッド:サガ
- ヴァルキリープロファイル2 シルメリア
- ヴァルキリープロファイル 咎を背負う者
- クライシス コア ファイナルファンタジーVII
- クロノ・クロス
- クロノ・トリガー
- ケイオスリングスシリーズ
- サガ フロンティア2
- サガ3時空の覇者 Shadow or Light
- ザ・サード バースデイ
- STAR OCEAN THE SECOND STORY R
- すばらしきこのせかい
- 聖剣伝説 LEGEND OF MANA
- 聖剣伝説3 TRIALS of MANA（PS4版・Switch版・Steam版）
- デュープリズム
- ドラゴンクエストXI 過ぎ去りし時を求めて S
- ドラゴンクエストヒーローズ 闇竜と世界樹の城
- ドラゴンクエストヒーローズII 双子の王と予言の終わり
- ドラッグオンドラグーン2 封印の紅、背徳の黒
- ドラッグオンドラグーン3
- ニーア オートマタ
- ニーア ゲシュタルト/レプリカント
- 鋼の錬金術師 翔べない天使
- 鋼の錬金術師2 赤きエリクシルの悪魔
- 鋼の錬金術師3 神を継ぐ少女
- バハムートラグーン
- パラサイト・イヴ
- パラサイト・イヴ2
- ファイナルファンタジーIV（ニンテンドーDS版）
- ファイナルファンタジーX-2
- ファイナルファンタジーXIV
- ファイナルファンタジーXV
- ファイナルファンタジー・クリスタルクロニクル エコーズ・オブ・タイム
- ファイナルファンタジー・クリスタルクロニクル クリスタルベアラー
- ファイナルファンタジー・クリスタルクロニクル リング・オブ・フェイト
- ファイナルファンタジー零式
- ブレイブリーデフォルト
- ブレイブリーデフォルトII
- ブレイブリーセカンド
- フロントミッションザ・ファースト（ニンテンドーDS版）
- フロントミッションフィフス スカーズオブザウォー
- フロントミッション2089 ボーダー・オブ・マッドネス
- ベイグラントストーリー
- ライトニング リターンズ ファイナルファンタジーXIII
- ロストマジック（旧・タイトー販売）
- ロマンシング サガ2 （携帯版）
- ロマンシング サガ -ミンストレルソング-

### その他の企業の作品
- アークザラッドIII
- アーマード・コアシリーズ
- アルトネリコ3 世界終焉の引鉄は少女の詩が弾く
- イース セルセタの樹海
- イース -フェルガナの誓い- （PSP版）
- ウイニングポスト7、8 - ただしお守りと所持金（いずれも上限あり）しか引き継げず、（ゲーム中の）国内牧場施設も最大から1つ低下した状態で引き継がれる（『7』では1985年モードに限り、牧場施設を造らないことも可能）。
- 英雄伝説 軌跡シリーズ
  - 英雄伝説VI 空の軌跡シリーズ（PSP版）
  - 英雄伝説VII
    - 英雄伝説 零の軌跡
    - 英雄伝説 碧の軌跡

  - 那由多の軌跡
  - 英雄伝説 閃の軌跡
    - 英雄伝説 閃の軌跡II
- エースコンバットシリーズ - 『04』以降のシリーズ（『5』・『ZERO』・『X』・『6』）に導入された。
- エンド オブ エタニティ
- 大神
- KAIDO-峠の伝説- - ただし初心者救済システムが適用されない。
- Caligula -カリギュラ-
- Caligula2
- がんばれ森川君2号
- ぐるみん
- ゲゲゲの鬼太郎 妖怪創造主現る!
- グローランサーII
- グローランサーIII
- グローランサーIV
- グローランサーV
- グローランサーVI
- 剣と魔法と学園モノ。3
- 剣と魔法と学園モノ。3D
- コードギアス 反逆のルルーシュ（ニンテンドーDS版）
- ここ掘れ!プッカ
- この世の果てで恋を唄う少女YU-NO
- THE 逃亡プリズナー 〜ロスシティ真実への10時間〜 - エンディングを見た後に、便利アイテムとステータスアップアイテムを引き継いだ状態でプレイできる
- シャイニング・ソウル
- シャイニング・ソウルII
- 首都高バトル01
- 白騎士物語
- 新・剣と魔法と学園モノ。刻の学園
- 真・女神転生III-NOCTURNE
- 真・女神転生IV
- 真・女神転生IV FINAL
- 真・女神転生V
- 真・女神転生 STRANGE JOURNEY
- スーパーロボット大戦シリーズ
- スターソルジャー - 特定のコマンドを入力することで、パワーアップした状態からゲームをスタートできる。
- 世界樹の迷宮III 星海の来訪者
- 世界樹の迷宮IV 伝承の巨神
- 世界樹の迷宮V 長き神話の果て
- 世界樹の迷宮X
- ゼノブレイドシリーズ - 『ゼノブレイドクロス』を除く
- 戦場のヴァルキュリアシリーズ
- 戦場のフーガ
- ソードアート・オンライン -インフィニティ・モーメント- - ただし、装備やスキルは主人公しか引き継げない。
- ソニッククロニクル 闇次元からの侵略者
- Solatorobo それからCODAへ
- DARK SOULS
- ダイイングライト
- 大乱闘スマッシュブラザーズ SPECIAL - アドベンチャーモード「灯火の星」において、2周目以降はアンロック要素の引き継ぎが可能。
- ダンガンロンパシリーズ
- ツヴァイ!!
- テイルズ オブ シリーズ - 一部シリーズを除きグレードショップでグレードを支払う必要がある。
- DIGITAL DEVIL SAGA アバタール・チューナー
- デジモンサヴァイブ
- デジモンストーリー サイバースルゥース
- デジモンワールド リ:デジタイズ
- デッドライジング2
- Demon's Souls
- 天外魔境ZERO
- 東亰ザナドゥ
- Dragon's Dogma
- ネプテューヌシリーズ
- ハーレムブレイド 〜The Greatest of All Time.〜
- バイオハザード4、5、6
- バイオハザード リベレーションズ
- 遙かなる時空の中で3、4、5
- パンドラの塔 君のもとへ帰るまで
- パンドラMAXシリーズVOL.1 ドラゴンナイツグロリアス
- パンドラMAXシリーズVOL.3 ラビッシュブレイズン
- ファイアーエムブレム 風花雪月
- ファントム・ブレイブ
- ブルードラゴン
- Prototype
- ペルソナ3
- ペルソナ4
- ペルソナ5
- ペルソナ5 スクランブル ザ ファントム ストライカーズ
- ペルソナ5 タクティカ
- ペルソナQ シャドウ オブ ザ ラビリンス
- ペルソナQ2 ニュー シネマ ラビリンス
- ボクらの太陽 Django&Sabata
- ボンバーマンシリーズ - 一部作品において、特定のパスワードを入力することで、パワーアップアイテムを所持した状態でゲームをスタート及び再開できる裏技が存在する。
- 魔界戦記ディスガイアシリーズ
- MOTHER3
- みんなの飼育シリーズ(2) ぼくのクワガタ
- 無限航路
- メタルギアソリッド4
- メタルマックス2:リローデッド
- メタルマックス3
- 遊☆戯☆王 真デュエルモンスターズ 封印されし記憶
- 遊☆戯☆王 タッグフォースシリーズ - 強くてニューゲームを繰り返すことを当初からのコンセプトとした珍しいシリーズである。
- ラストストーリー
- ラ・ピュセル 光の聖女伝説
- ルミナスアークシリーズ
- レーシングバトル -C1 GRAND PRIX-
- ロックマンエグゼ4
- ロックマンゼロシリーズ
- ワイルドアームズ アドヴァンスドサード
- ワイルドアームズ アルターコード:エフ
- ワイルドアームズ ザ フィフスヴァンガード
- ワイルドアームズ ザ フォースデトネイター
- ワンピース アンリミテッドクルーズシリーズ